# بينسون مهلونغو
بينسون مهلونغو (بالإنجليزية: Benson Mhlongo)‏ هو لاعب كرة قدم جنوب أفريقي.

## روابط خارجية
- بينسون مهلونغو على موقع الاتحاد الدولي (مؤرشف)  (الإنجليزية)
- بينسون مهلونغو على موقع قاعدة بيانات كرة القدم.إي يو (الإنجليزية)
- بينسون مهلونغو على موقع ناشيونال فوتبول تيمز (الإنجليزية)
- بينسون مهلونغو على موقع عالم كرة القدم.نت (الإنجليزية)
- بينسون مهلونغو على موقع كووورة